# Jindřich Sommer
Jindřich Sommer (12. ledna 1922 – 22. února 2004) byl český konstruktér, účastník protifašistického odboje, hudebník a poslanec.
Narodil se 12. ledna 1922 v Ostravě v rodině strojního dělníka a mlékařky. V raném věku přišel o otce, který zemřel v důsledku vážného pracovního úrazu. Od dětství pomáhal provozovat rodinnou mlékárnu. Po dokončení technického studia se během Protektorátu Čechy a Morava přestěhoval z Ostravy do Rakovníka, kde nastoupil jako konstruktér v Továrně obráběcích strojů (TOS, poté TOS Roztoky) továrníka a vynálezce ing. Vladimíra Vltavského a pracoval na vývoji hydraulických vstřikovacích lisů plastických hmot.
Během II. světové války se aktivně účastnil odboje, byl vyslýchán a následně vězněn. Za protifašistickou činnost byl v roce 2000 tehdejším ministrem obrany ČR, Vladimírem Vetchým, vyznamenán Pamětní medailí za účast v boji za národní osvobození v letech 1939 - 1945.
V 50. letech se stal hlavním konstruktérem TOS Roztoky a od roku 1954 po jedno volební období vykonával funkci poslance Národního shromáždění republiky Československé, do kterého byl zvolen za rakovnický okres jako nestraník počtem hlasů 771 z 776.
V 60. letech se stal ředitelem TOS Roztoky. Za svou podporu událostem pražského jara 1968 byl během následujících komunistických čistek zbaven funkce a byl mu udělen zákaz práce v oboru a v místě bydliště. V období normalizace pak pracoval ve Výzkumném ústavu strojírenské technologie a ekonomiky (VUSTE) v Praze.
V mládí vystupoval se swingovým orchestrem jako kytarista a saxofonista.
V 80. letech se společně s manželkou přestěhoval do pražských Strašnic, kde 22. února 2004 zemřel. 